# Tc-99m-MIBI
Технецій (99mTc) МІВІ — це радіофармпрепарат, що застосовується в радіології. Ця речовина — ізотоп технеція-99m з лігандом метоксиізобутилізонітрил, що і сформувало коротку назву Тс-99m-MIBI.

## Застосування
- Діагностика радійоднечутливих метастазів папілярного раку щитоподібної залози[1]
- Діагностика гіперпаратиреозу[2]